# U5 snRNA
U5 snRNA（U5 small nuclear RNA）は、スプライソソームの構成要素としてRNAスプライシングに関与するsnRNAである。いくつかのタンパク質を結合してU5 snRNPを形成するが、結合するタンパク質には、スプライソソームで最大かつ最も保存されたタンパク質であるPrp8、スプライソソームの活性化に必要なヘリカーゼであるBrr2、Snu114、7つのSmタンパク質が含まれる。U5 snRNAは、スプライソソームの活性部位へ伸びる、同軸スタッキング（coaxial stacking）した一連のヘリックスからなる。ループ1は一連のヘリックスのキャップとなり、スプライシングの2つの化学反応の間、5'エクソンと4–5塩基の塩基対を形成する。この相互作用は、2段階目の反応であるエクソンのライゲーションの際に特に重要であるようである。

## 関連文献
- “The uRNA database”. Nucleic Acids Research 25 (1):  102–3. (January 1997). doi:10.1093/nar/25.1.102. PMC 146409. PMID 9016512.
- “The spliceosomal snRNAs of Caenorhabditis elegans”. Nucleic Acids Research 18 (9):  2633–42. (May 1990). doi:10.1093/nar/18.9.2633. PMC 330746. PMID 2339054.